# Arcadio Poveda Ricalde
Renan Arcadio Poveda Ricalde (Mérida, Yucatán, 15 de julio de 1930 - Ciudad de México, 24 de marzo de 2022) fue un astrónomo mexicano que desarrolló un método para calcular la masa de las galaxias elípticas. Recibió el Premio Nacional de Ciencias en 1975,  dirigió el Observatorio Astrofísico Nacional de Tonantzintla de 1968 a 1980 y fue elegido miembro de El Colegio Nacional en 1989.

## En la academia
Obtuvo la licenciatura (1953) y el doctorado (PhD) en Astronomía en 1956 en la Universidad de California en Berkeley. Se desempeñó en el Instituto de Astronomía de la Universidad Nacional Autónoma como investigador desde 1956.
Como profesor visitante impartió clases en el Instituto de Astrofísica (CNRS) de Francia (1963), en la Universidad de Columbia (1967), en el Observatorio Nacional de Kitt Peak (1981-82, 1983-84), y en la Universidad de California en San Diego (1982-83).
Ejerció una Cátedra Patrimonial de Excelencia, Nivel I, y fue investigador emérito tanto del Sistema Nacional de Investigadores del Conacyt como de la UNAM.

## Obra
El denominado Método Poveda para determinar las masas de las galaxias esféricas y elipsoidales permitió descubrir una relación entre la masa de un sistema estelar y su luminosidad total. En 1974 demostró, con C. Allen, que los sistemas múltiples de tipo trapecio no se encuentran en expansión, sino en un estado de equilibrio dinámico. Igualmente estudió la función de luminosidad estelar y el efecto de disociación que se manifiesta en las estrellas dobles de la vecindad solar.
Fue coautor de un libro sobre el cráter de Chicxulub, conjuntamente con Fernando Espejo Méndez, que refiere un evento cósmico ocurrido hace 65 millones de años, en el que un asteroide impactó contra la superficie de la Tierra dejando un cráter de 180 km de diámetro en el litoral norte de la península de Yucatán y teniendo como consecuencia, según sostiene la hipótesis más aceptada, la desaparición de muchas especies de seres vivientes entre otras, la de los dinosaurios.

## Reconocimientos
- Medalla Luis G. León. Sociedad Astronómica de México[7]
- Ha recibido el Premio de Investigación Científica de la Academia Mexicana de Ciencias (1966)[8]
- Premio Nacional de Ciencias y Artes (1975)[7]
- Premio Dorothea Kumpke de la Universidad de California (1955)[7]
- Medalla Eligio Ancona del gobierno de Yucatán (1977)[7]
- Doctorado honoris causa por la Universidad Autónoma de Yucatán en (1977)[7]
- Doctorado honoris causa del Instituto Nacional de Astrofísica, Óptica y Electrónica (1998)[7]
- Doctorado honoris causa de la Universidad Nacional Autónoma de México (2001)[7]
- El planetario público de su natal Mérida, Yucatán, lleva su nombre como reconocimiento a su trayectoria profesional.[9]